# チーム・ノゲイラ
チーム・ノゲイラ（Team Nogueira）は、ブラジルの総合格闘技チーム。アントニオ・ホドリゴ・ノゲイラが主宰するプライベートチームであり、正式な組織ではない。

## 主な所属選手
- アントニオ・ホドリゴ・ノゲイラ
- アントニオ・ホジェリオ・ノゲイラ
- アンデウソン・シウバ
- アントニオ・シウバ
- ヴァグネル・プラド
- エリック・シウバ
- ジュニオール・ドス・サントス
- チアゴ・ジャンボ
- パトリシオ・ピットブル
- パトリッキー・フレイレ
- ハファエル・カバウカンチ
- ファビオ・マルドナド
- ホジマール・パリャーレス
- マウリシオ・レイス
- ホニー・ジェイソン
- フェルナンド・ロドリゲス・Jr

## かつての所属選手
- エジソン・ドラゴ
- ジョニー・エドゥアルド
- ファビアーノ・カポアーニ